# Kabinet-Whitlam I
Het kabinet–Whitlam I (ook bekend als de Whitlam–Barnard diarchie) was de regering van het Gemenebest van Australië van 5 december 1972 tot 18 december 1972.
| Ambtsbekleder                                | Ambtsbekleder | Ambtsbekleder             | Functie(s)       | Ambtstermijn    | Ambtstermijn     | Partij |
| -------------------------------------------- | ------------- | ------------------------- | ---------------- | --------------- | ---------------- | ------ |
|                                              | Gough Whitlam | Gough Whitlam (1916–2014) | Premier          | 5 december 1972 | 11 november 1975 | ALP    |
| Minister van Buitenlandse Zaken              | Gough Whitlam | Gough Whitlam (1916–2014) | 30 november 1973 | 5 december 1972 |                  | ALP    |
| Minister van Financiën                       | Gough Whitlam | Gough Whitlam (1916–2014) | 18 december 1972 | 5 december 1972 |                  | ALP    |
| Minister van Justitie                        | Gough Whitlam | Gough Whitlam (1916–2014) | 18 december 1972 | 5 december 1972 |                  | ALP    |
| Minister van Onderwijs                       | Gough Whitlam | Gough Whitlam (1916–2014) | 18 december 1972 | 5 december 1972 |                  | ALP    |
| Minister van Industriële Zaken en Wetenschap | Gough Whitlam | Gough Whitlam (1916–2014) | 18 december 1972 | 5 december 1972 |                  | ALP    |
| Minister van Infrastructuur                  | Gough Whitlam | Gough Whitlam (1916–2014) | 18 december 1972 | 5 december 1972 |                  | ALP    |
| Minister van Regionale Ontwikkeling          | Gough Whitlam | Gough Whitlam (1916–2014) | 18 december 1972 | 5 december 1972 |                  | ALP    |
| Minister van Milieu                          | Gough Whitlam | Gough Whitlam (1916–2014) | 18 december 1972 | 5 december 1972 |                  | ALP    |
| Minister voor Buitenlandse Handel            | Gough Whitlam | Gough Whitlam (1916–2014) | 18 december 1972 | 5 december 1972 |                  | ALP    |
|                                              | Lance Barnard | Lance Barnard (1919–1997) | Vicepremier      | 5 december 1972 | 12 juni 1974     | ALP    |
| Minister van Binnenlandse Zaken              | Lance Barnard | Lance Barnard (1919–1997) | 18 december 1972 | 5 december 1972 |                  | ALP    |
| Minister van Defensie                        | Lance Barnard | Lance Barnard (1919–1997) | 5 juni 1975      | 5 december 1972 |                  | ALP    |
| Minister van Volksgezondheid                 | Lance Barnard | Lance Barnard (1919–1997) | 18 december 1972 | 5 december 1972 |                  | ALP    |
| Minister van Arbeid                          | Lance Barnard | Lance Barnard (1919–1997) | 18 december 1972 | 5 december 1972 |                  | ALP    |
| Minister van Sociale Zaken                   | Lance Barnard | Lance Barnard (1919–1997) | 18 december 1972 | 5 december 1972 |                  | ALP    |
| Minister van Landbouw                        | Lance Barnard | Lance Barnard (1919–1997) | 18 december 1972 | 5 december 1972 |                  | ALP    |
| Minister van Cultuur en Communicatie         | Lance Barnard | Lance Barnard (1919–1997) | 18 december 1972 | 5 december 1972 |                  | ALP    |
| Minister voor Immigratie                     | Lance Barnard | Lance Barnard (1919–1997) | 18 december 1972 | 5 december 1972 |                  | ALP    |